# Patinação artística nos Jogos Sul-Americanos de 2010
As competições de patinação artística nos Jogos Sul-Americanos de 2010 ocorreram entre 20 e 22 de março no Coliseo de Rionegro, em Rionegro. Oito eventos foram disputados.

## Calendário
| Março               | 17 | 18 | 19 | 20 | 21 | 22 | 23 | 24 | 25 | 26 | 27 | 28 | 29 | 30 | T |
| ------------------- | -- | -- | -- | -- | -- | -- | -- | -- | -- | -- | -- | -- | -- | -- | - |
| Patinação artística |    |    |    | 2  | 2  | 4  |    |    |    |    |    |    |    |    | 8 |

## Medalhistas
Masculino
| Evento          | Ouro                              | Prata                                 | Bronze                                       |
| Figuras         | Luis de Mattia ARG Argentina      | Gustavo Casado Melo BRA Brasil        | Juan José Muñoz Valencia COL Colômbia        |
| Patinação livre | Daniel Arriola ARG Argentina      | Marcel Stürmer BRA Brasil             | Leonardo Parrado COL Colômbia                |
| Dança solo      | Eduardo Rabelo Gravina BRA Brasil | Juan José Muñoz Valencia COL Colômbia | Leonardo Parrado COL Colômbia                |
| Dança livre     | Eduardo Rabelo Gravina BRA Brasil | Max Coelho dos Santos BRA Brasil      | Óscar Alejandro Rivera Buitrago COL Colômbia |

Feminino
| Evento          | Ouro                                    | Prata                                 | Bronze                                      |
| Figuras         | María Emilia Albertarelli ARG Argentina | Deboracht Mourglia URU Uruguai        | Mariangeles Mantuano ARG Argentina          |
| Patinação livre | Nataly Otalora López COL Colômbia       | Danna Sol Distefano ARG Argentina     | Noemi Maricel Coronel ARG Argentina         |
| Dança solo      | Viviana Osório Álvarez COL Colômbia     | Gabrielle Moraes Vieira BRA Brasil    | María Camila Restrepo Gallardo COL Colômbia |
| Dança livre     | Gabrielle Moraes Vieira BRA Brasil      | Alisson González Montoya COL Colômbia | Micaela Agostina Maglioco ARG Argentina     |

## Quadro de medalhas
| Ordem | País      | Medalha de ouro | Medalha de prata | Medalha de bronze | Total |
| ----- | --------- | --------------- | ---------------- | ----------------- | ----- |
| 1     | Brasil    | 3               | 4                |                   | 7     |
| 2     | Argentina | 3               | 1                | 3                 | 7     |
| 3     | Colômbia  | 2               | 2                | 5                 | 9     |
| 4     | Uruguai   |                 | 1                |                   | 1     |
| TOTAL | TOTAL     | 8               | 8                | 8                 | 24    |